# Synaphobranchinae
Synaphobranchinae – podrodzina ryb promieniopłetwych z rodziny Synaphobranchidae.

## Rozmieszczenie geograficzne
Do podrodziny należą gatunki występujące w wodach Oceanu Atlantyckiego, Oceanu Indyjskiego i Oceanu Spokojnego.

## Podział systematyczny
Do podrodziny należą następujące rodzaje:
- Diastobranchus Barnard, 1923 – jedynym przedstawicielem jest Diastobranchus capensis Barnard, 1923
- Haptenchelys Robins & Martin, 1976
- Histiobranchus Gill, 1883
- Synaphobranchus Johnson, 1862